# Red de carreteras de Albania

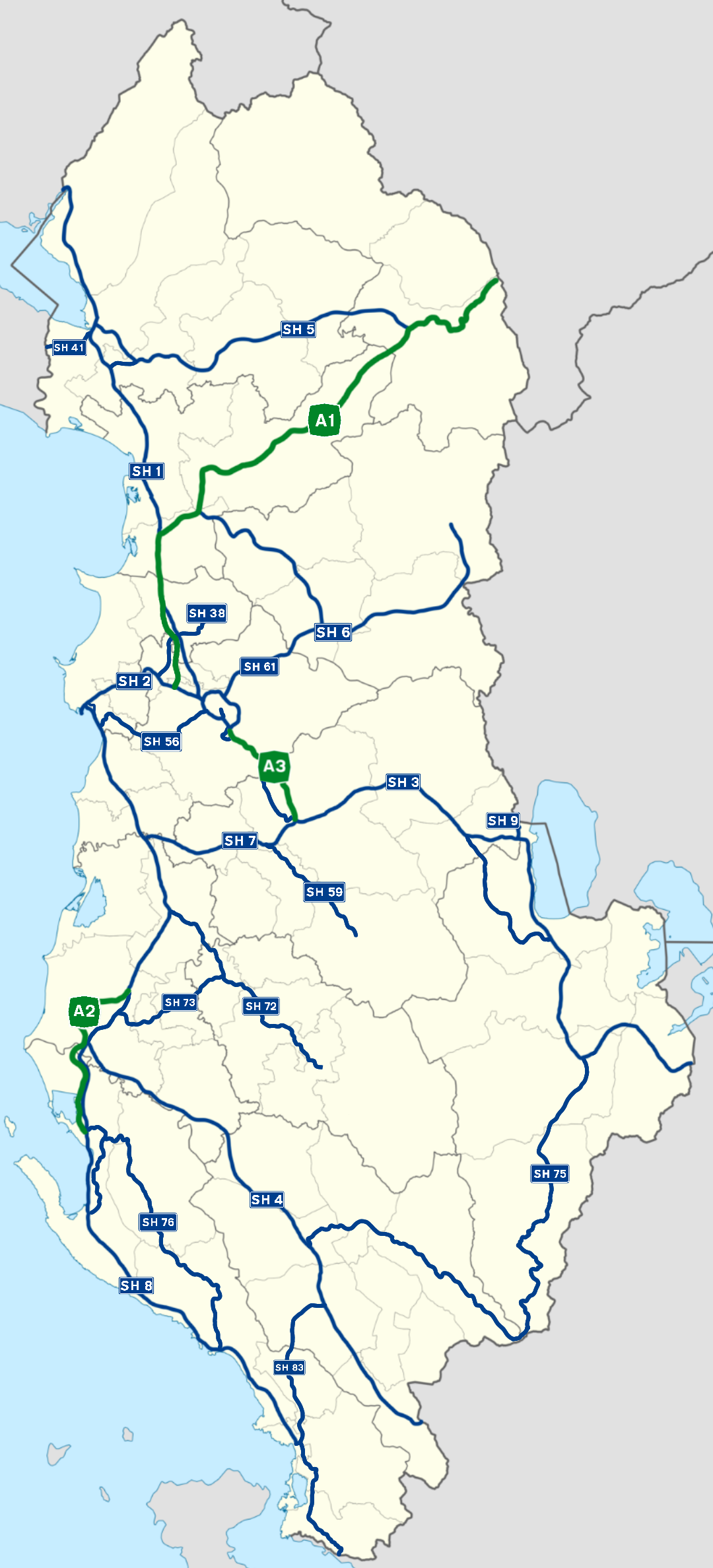
Mapa de las principales carreteras albanesas:
Autopista
Carretera estatal (autovía).

Las carreteras de Albania representan la red con el método de transporte terrestre principal en Albania. Actualmente la red de carreteras de Albania se encuentra integrada por las carreteras que discurren por todo el territorio albanés, independientemente de su titularidad.
Las autopistas y carreteras son parte de la red nacional de carreteras. Las autopistas son carreteras principales con un límite de velocidad de 110 kilómetros por hora. Tienen señales de tráfico con números blancos sobre verde, como en Italia y otros países cercanos. El resto de carreteras son las autovías, carreteras secundarias y las de doble calzada sin carril de emergencia. Tienen un límite de velocidad de 90 kilómetros por hora. Tienen señales de tráfico con números blancos sobre azul.
La A1 es la autopista más larga del país, que conecta la ciudad portuaria de Durrës en el mar Adriático en el oeste, cruza a través de la capital (Tirana) en el centro, y conecta con el país de facto de Kosovo en el noreste. La A3 es la segunda autopista más larga y conecta Tirana con el Corredor Paneuropeo VIII, que va desde Durrës en el mar Adriático hasta la ciudad búlgara de Varna en el Mar Negro. La A2 es la tercera autopista más larga y representa un importante corredor norte-sur dentro del país y forma parte de la autopista adriático-jónica.

## Historia
Desde la antigüedad, el área de Albania sirvió como una importante encrucijada dentro del Imperio Romano a través de la vía pública conocida como la Vía Egnatia. El primero pasó por el norte de Albania, mientras que el segundo unió Roma con Bizancio, a través de Durrës en el mar Adriático. Durante la Primera Guerra Mundial, las fuerzas de ocupación abrieron nuevas secciones de carreteras principalmente en las zonas montañosas del país. En el período del rey Zog, se realizaron más obras de construcción cerca de Vlorë y en el paso de Krraba, entre Tirana y Elbasan.
La longitud total de las carreteras de Albania se duplicó en las primeras tres décadas después de la Segunda Guerra Mundial, y en la década de 1980 casi todas las áreas montañosas remotas del país estaban conectadas, ya sea por caminos de tierra o por carreteras pavimentadas, con la capital, Tirana, y con los puertos en el Adriático y en el mar Jónico. No se permitía la propiedad de automóviles privados y los únicos vehículos que circulaban eran camiones de propiedad estatal, vehículos agrícolas y oficiales, autobuses, motocicletas y bicicletas. Las carreteras del país, sin embargo, eran en general estrechas, mal señalizadas, llenas de agujeros, y a principios de la década de 1990 a menudo estaban atestadas de peatones y personas montando mulas, bicicletas y carretas tiradas por caballos.
El proyecto vial más grande en la historia de Albania fue la construcción de la autopista A1 entre 2007 y 2010, que conecta Albania con Kosovo. El proyecto involucró la talla de un terreno montañoso, y la construcción de un túnel de 5,6 km de longitud y docenas de puentes. En 2010, el primer ministro Sali Berisha anunció planes para construir varias carreteras principales adicionales.
En la actualidad, las principales ciudades están conectadas con carreteras de una o dos vías que reciben un mantenimiento continuo. Hay una carretera de doble calzada que conecta la ciudad portuaria de Durrës con Tirana, Vlorë y las afueras de Kukës. De hecho, hay tres autopistas propiamente dichas en Albania: Thumanë-Milot-Rrëshen-Kalimash (A1), Levan-Vlorë (A2) y, en parte, Tirana-Elbasan (A3). La mayoría de los caminos rurales continúan en malas condiciones, ya que su reconstrucción comenzó a fines del año 2000 por el Fondo de Desarrollo Albanés, pero reciben un presupuesto bajo.

## Sistema de carreteras
Todos los caminos en el país son propiedad de la Autoridad de Carreteras de Albania (en albanés Autoriteti Rrugor Shqiptar), una dirección subordinada al Ministerio de Transporte e Infraestructura, con sede en Tirana. Actualmente, los automóviles están libres de pago mientras se conduce tanto en autovías como en carreteras, sin embargo, las autopistas sí tienen algunos peajes. Se ha introducido un nuevo sistema de carreteras en la última década (tras la construcción de las autopistas en la década de 2000) y se clasifican de la siguiente manera:
| Type | Nombre (albanés) | Nombre (español)            | Descripción |
| ---- | ---------------- | --------------------------- | --- |
|      | Autostrada       | Autopista                   | Las autopistas son el nivel más elevado de carrtereas en el país, señalizadas con una A con un número sobre un campo verde.                                                                                         |
|      | Rrugë Shtetërore | Carretera estatal (Autovía) | Las carreteras estatales son el nivel principal y más común de carreteras en el país, son carreteras interurbanas que conecan las grandes ciudades. Están señalizadas con una SH con un número sobre un campo azul. |
|      | Rrugë Rrethi     | Carreteras de Distrito      | Las carreteras de Distrito son el nivel más bajo de carreteras en el país. Se encuentran entre las ciudades pequeñas y los pueblos grandes. Están señalizadas con una Rr con un número sobre un campo azul.         |
|      | Rrugë Komunale   | Caminos municipales         | Los caminos municipales son un subnivel de carreteras en el país, se encuentran en áreas rurales y montañosas. Están marcadas con una K con un número en un fondo blanco.                                           |

## Autopistas
Véase también: Autopistas en Albania
Las autopistas en Albania están definidas por el Ministerio de Transporte e Infraestructura. La red de autopistas del país se ha modernizado ampliamente desde el final del régimen comunista, aunque parte de ella todavía está en construcción. En albanés, las autopistas se llaman Autostrada o Autostradë y se definen como carreteras con al menos dos carriles en cada dirección. Las señales tienen fondo verde y se identifican como consistentes en la letra A y el número de autopista asignado por la legislación. El límite de velocidad nacional en una autopista, efectivo en caso de que no haya otros límites de velocidad, es de 110 kilómetros por hora.
| Autopista | Condado                              | Longitud | Descripción | Ciudades                            |
| --------- | ------------------------------------ | -------- | --- | ----------------------------------- |
| A1        | Durrës, Tirana, Lezhë y Kukës        | 115 km   | La A1 (Autostrada A1) es una autopista de 4 carriles que abarca un total de 115 kilómetros desde Durrës hasta Kosovo, pasando por Tirana, siendo por tanto una arteria principal de los movimientos económicos del país. | Durrës, Laç, Lezhë, Rrëshen y Kukës |
| A2        | Fier y Vlorë                         | 46,5 km  | La A2 (Autostrada A2) es una autopista de 4 carriles a lo largo de 46,5 kilómetros que suponene el corredor norte-sur más omportante en el país, además de contriburi al recorrido de la autopista adriática-jónica.     | Fier y Vlorë                        |
| A3        | Tirana, Elbasan, Berat y Gjirokastër | 110 km   | La A3 (Autostrada A3) es una autopista de 4 carriles a lo largo de 110 kilómetros. La autopista conecta la ciudad de Tirana con el Corredor Paneuropeo VIII.                                                             | Tirana y Elbasan                    |

## Autovías
Las autovías nacionales, conocidas como carreteras estatales.
| Autovía | Condados                           | Extensión       | Descripción | Ciudades                                                 |
| ------- | ---------------------------------- | --------------- | --- | -------------------------------------------------------- |
| SH1     | Shkodër, Lezhë, Durrës y Tirana    | 125 km          | La SH1 comienza en la frontera con Montenegro, cerca de Han i Hotit y continua hacia el sureste hasta Shkodër. Sigue hacia el sur hacia Lezhë atravesando Tirana. La ruta se junta con segmentos de la autovía SH2 y la autopista A1. Representa el mayor corredor norte-sur gratuito y segmentos suyos forman parte de la autopista adriática-jónica. | Shkodër, Lezhë, Fushë-Krujë y Tirana                     |
| SH2     | Durrës y Tirana                    | 33 km           | | Durrës y Tirana                                          |
| SH3     | Tirana, Elbasan y Korçë            | 151 km          | | Tirana, Librazhd, Lin, Pogradec, Korçë, Devoll y Bilisht |
| SH4     | Durrës, Tirana, Fier y Gjirokastër | 215 km          | | Durrës, Fier, Gjirokastër y Kakavijë                     |
| SH5     | Shkodër y Kukës                    | 0 km (Planeada) | | Shkodër, Pukë, Kukës y Morinë                            |
| SH6     | Lezhë y Dibër                      | 0 km (Planeada) | | Elbasan, Klos y Maqellarë                                |
| SH7     | Tirana y Elbasan                   | 40,5 km         | | Rrogozhina y Elbasan                                     |
| SH8     | Fier y Vlorë                       | 126 km          | | Fier, Vlorë y Sarandë                                    |
| SH9     | Elbasan                            | 3,2 km          | | Qafë Thanë                                               |

## En construcción
Después del final del comunismo en 1991, las carreteras en el país comenzaron a modernizarse con la construcción de la carretera estatal 2, que conecta la capital del país, Tirana, con la segunda ciudad más grande del país, Durrës. Desde el año 2000, las carreteras principales han mejorado drásticamente, aunque carecen de estándares en diseño y seguridad vial. Esto se debió la construcción de nuevas carreteras, la plantación de árboles y proyectos de vegetación relacionados al entorno vial, así como la colocación de carteles de señalización contemporáneos. Sin embargo, algunas carreteras estatales continúan deteriorándose debido a la falta de mantenimiento, mientras que otras continúan sin terminar.
La prioridad del primer gobierno de Rama en 2014 fue la finalización de las carreteras sin terminar debido a la falta de fondos entre 2011 y 2013. Otra prioridad importante fue la finalización de la A4 (Autostrada A4 o Rruga e Arbërit), que conecta Tirana con la ciudad de Debar en Macedonia del Norte a través de la actual carretera estatal 6. Eventualmente, esta Superstradë pasará a formar parte del Corredor Paneuropeo VIII, que conecta a Albania con Macedonia del Norte y Grecia. Otros objetivos importantes incluyen la finalización de la carretera Tirana-Elbasan, una parte de la A3, el posible lanzamiento de autopistas de peaje que comienzan con la A1, y la construcción del Eje Sur de Albania Boshti i Jugut, pasando por el centro y el sur de Albania. La finalización del Anillo Oriental de Albania Unaza Lindore pasando por Valbonë, Kukës, Krumë, Bulqizë y Librazhd también es una prioridad. En las áreas montañosas, las carreteras pueden ser estrechas y anticuadas con numerosos baches. Cuando se completen todos los corredores, Albania tendrá una extensión aproximada de 759 kilómetros de carretera que lo unirá con sus países vecinos.
A pesar de las inversiones considerables, algunas autovías cumplen solo parcialmente las normas de autopistas o carreteras estatales ya que están mal configuradas, contienen pasos elevados sin terminar, puntos de acceso incontrolados, falta de vallas y señales de tránsito perdidas o perdidas, rampas de entrada y salida inadecuadas. Además, algunas zonas de las autovías son utilizadas habitualmente por animales, ciclomotores, vehículos agrícolas y peatones.
A continuación se muestra una lista de las carreteras principales en obras de construcción en la última década. El segundo gobierno de Rama planea estandarizar los proyectos viales y continuar los que quedaron sin terminar en años anteriores:

### Planeados
- Thumane-Kashar-Rrogozhinë: Autostradë
- Milot-Lezhë-Balldren: Autostradë
- Shengjin-Velipoje

### En curso
- Desvío en Fier,[4] comenzado en 2013: Autostradë
- Intercambio en trompeta en Milot, parte de la autopista Albania-Kosovo
- Fushe Kruje–Milot–Rreshen-Kalimash-Kukes–Morine: Autostradë, parte de la Ruta 7 de la  Red de Carreteras Europeas Principales
- Desvío a Vlorë
- Sudoeste y Este de la circunvalación de Tirana: Autostradë
- Desvío de Shkodër
- Tirana - Elbasan: Autostrade
- SH76, SH77 Autopista fluvial de Vlorë (Vlorë-Kuç-Qeparo)
- Korçë-Qafë Plloçë: Superstradë (29 km)
- Tirana-Cañón Brar-Bulqize, parte de la autopista Arbër: Superstradë
- Korce-Erseke
- Berat-Elbasan: Superstradë
- Qukës-Qafë Plloçë: Rrugë
- Kardhiq-Delvine

### Completados
- Lin - Pogradec: Superstradë
- Rrogozhina Bypass
- Durres Bypass (Shkozet)
- Levan (Fier)-Vlorë: Autostradë, part of European Corridor 8. (24.20 km)
- Shkodër–Hani Hotit (Frontera montenegrina), parte de la Ruta 2 de la Red de Carreteras Europeas Principales
- Lezhë-Milot: Repavimentación, parte de la Ruta 2 de la Red de Carreteras Europeas Principales
- Levan (Fier) - Tepelenë: Superstradë (70 km), parte de la Ruta 2 de la Red de Carreteras Europeas Principales
- Durrës-Rrogozhinë: Autostradë (35 km), parte del Corredor Europeo 8
- Tepelenë-Gjirokastër: Superstradë, parte de la Ruta 2 de la Red de Carreteras Europeas Principales
- Lushnjë-Fier: Autostradë, parte del Corredor Europeo 8 (21,7 km)
- Himarë-Sarandë: Superstradë
- Hani Hotit-Tamarë; Vermosh-Aduana (Frontera montenegrina)
- Koplik-Dedaj-Bogë: Rrugë
- Fierzë-Bajram Curri
- Bajram Curri-Tropojë: Superstradë
  - K22 Valbonë - Dragobi - Bajram Curri
- Fushë Krujë-Krujë: Superstradë
- Dedaj-Razëm: Rrugë
- Lushnje-Berat
- Sarandë-Butrint: Superstradë
- Ura e Kardhiqit-Sarandë: Rrugë
- Sarandë-Qafë Botë (Frontera griega): Superstradë
- Bajram Curri-Margegaj: Superstradë
- La mayoría de carreteras costeras
- Otros segmentos de caminos municipales

## Rutas internacionales
Albania es parte del programa del Corredor Paneuropeo, tiene el Corredor Paneuropeo VIII atravesando el país. Toma la siguiente ruta: Albania: Tirana/Durrës/Vlorë-Rrogozhine-Elbasan-Macedonia del Norte: Skopie-Bulgaria: Pernik-Sofía-Plovdiv-Burgas-Varna.     
Albania se adhirió al Acuerdo europeo sobre las principales arterias de tráfico internacional en 2006. Sin embargo, ni Albania ni la CEPE han enumerado ninguna ruta dentro del país. Las siguientes Carreteras con nomenclaturas E están definidas actualmente para terminar en, o cerca de, la frontera de Albania con sus países vecinos.
- : Krystallopigi-Flórina-Vévi-Géfira.
- : Sarajevo-Podgorica-frontera de Albania.
- : Petrovac-(Albania)-Prizren-Pristina.
- : Ohrid-frontera albanesa.
- : Ioánina-frontera albanesa.